# Bélaye
Pour les articles homonymes, voir Belaye.
Bélaye (Belaiga en occitan) est une commune française, située dans le sud-ouest du département du Lot en région Occitanie.
Elle est également dans le Quercy Blanc, une région naturelle correspondant à la partie méridionale du Quercy, devant son nom à ses calcaires lacustres du Tertiaire.
Exposée à un climat océanique altéré, elle est drainée par le Lot, le Lissourgues, le ruisseau de Saint-Matré et par divers autres petits cours d'eau. La commune possède un patrimoine naturel remarquable composé de quatre zones naturelles d'intérêt écologique, faunistique et floristique. 

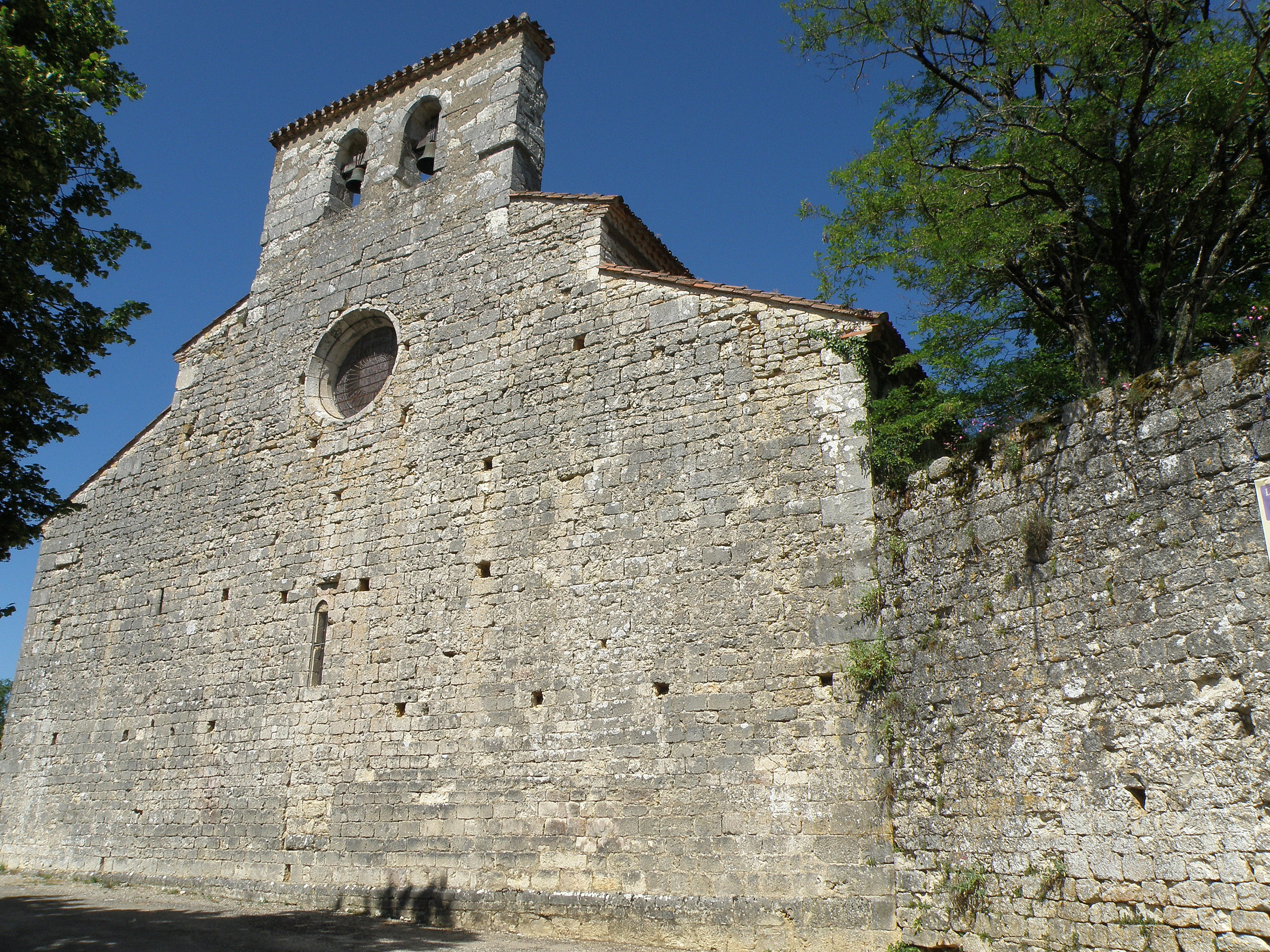
Église Grande, façade ouest.

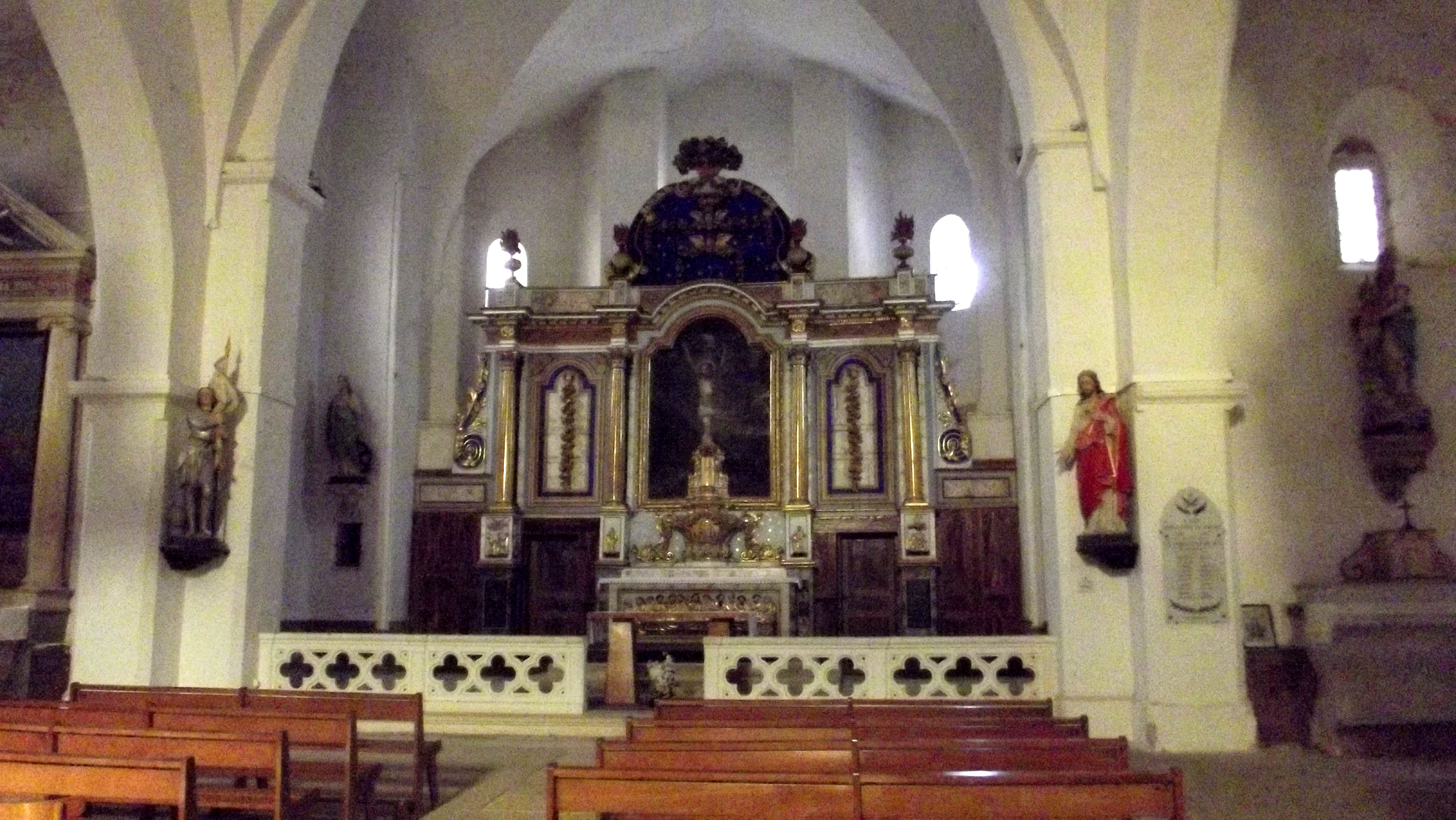
Le chœur.

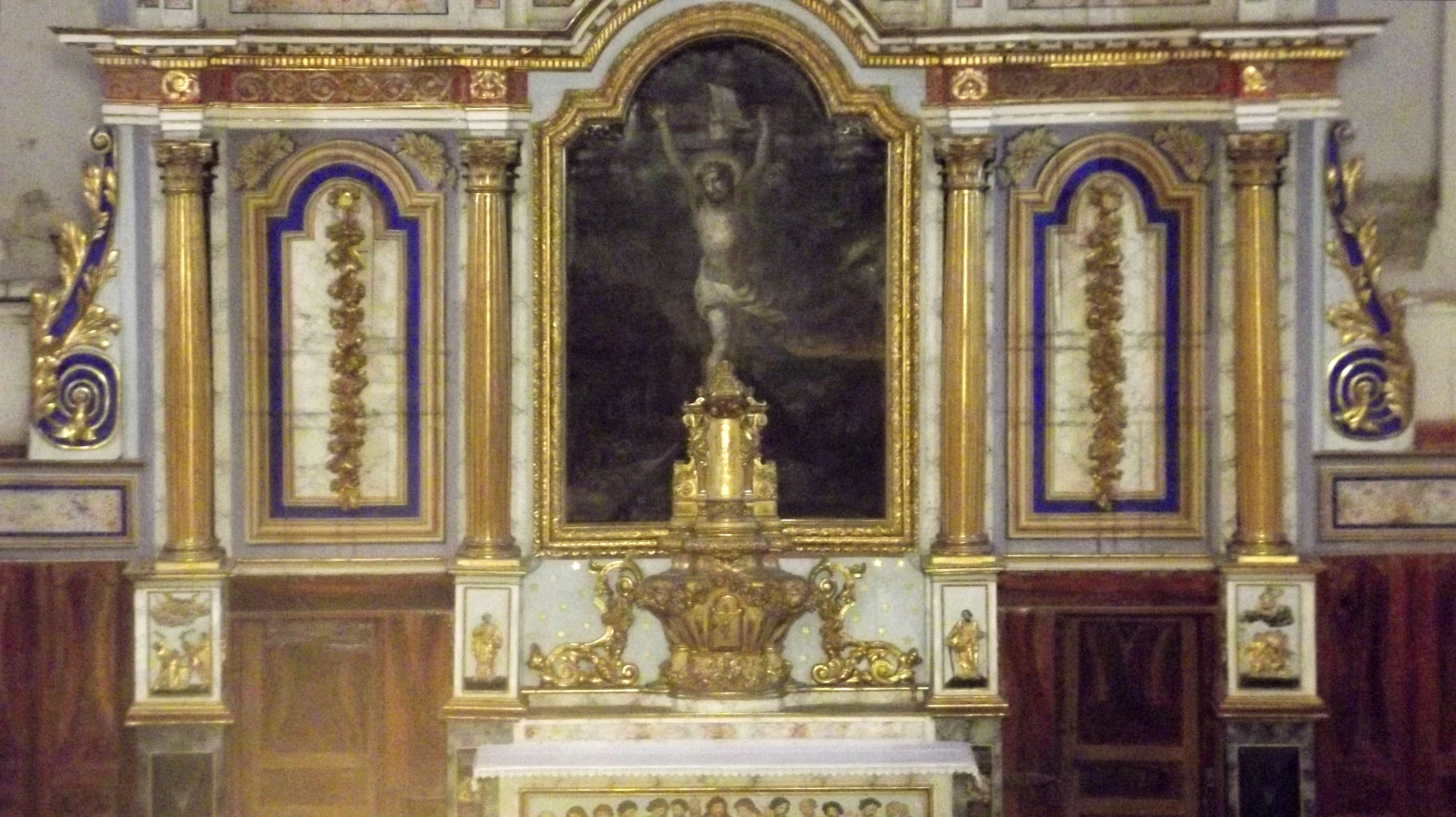
Le retable.

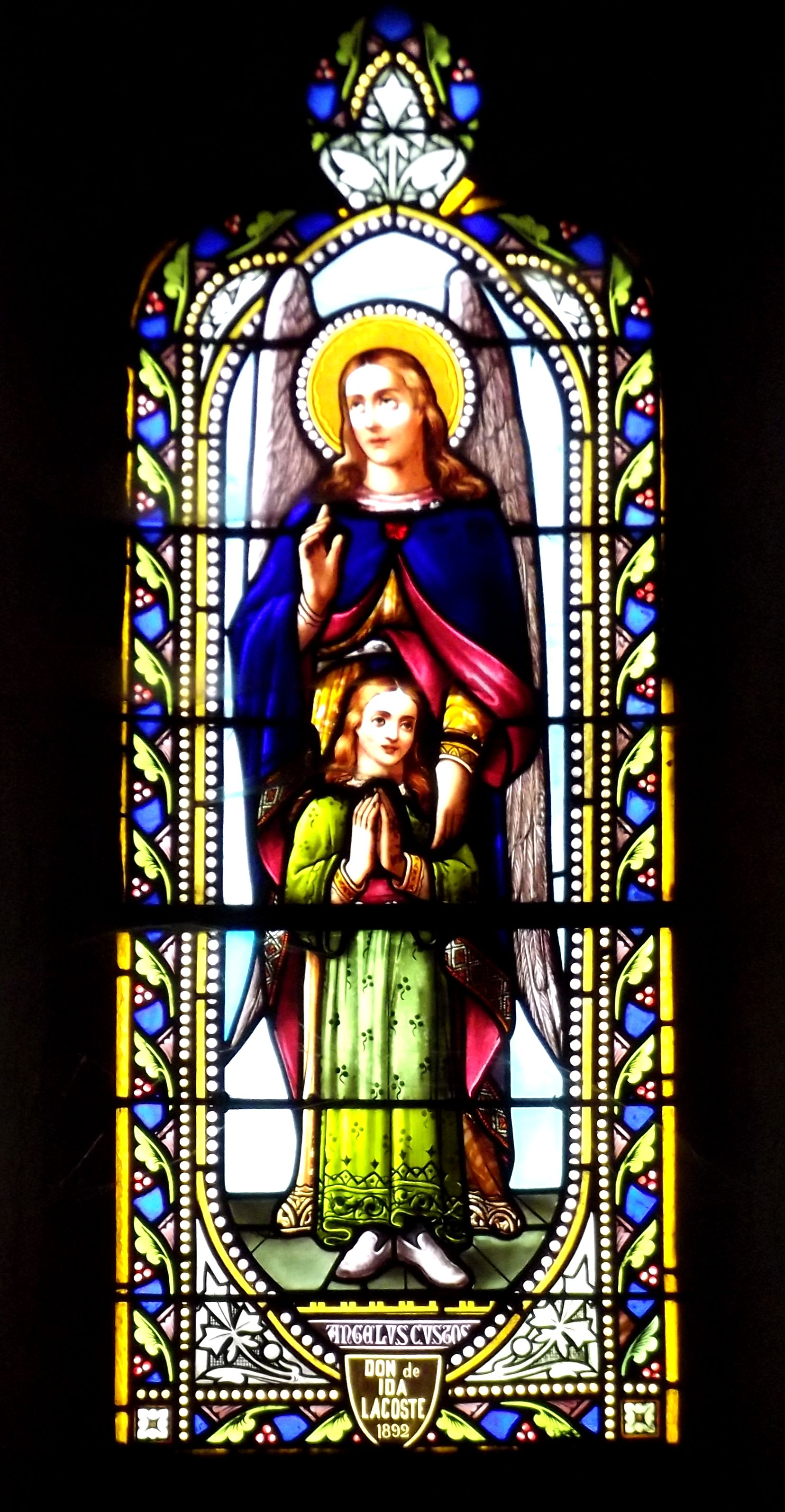
Vitrail.

Bélaye est une commune rurale qui compte 204 habitants en 2022, après avoir connu un pic de population de 1 193 habitants en 1836.  Ses habitants sont appelés les Belaycois ou  Belaycoises.

## Géographie
Commune située dans le Quercy sur le Lot. Ancien fief des évêques de Cahors, Bélaye, petit village médiéval situé en promontoire sur la basse vallée du Lot, présente un panorama sur le vignoble et les communes avoisinantes. La commune, offre au promeneur ses vastes étendues boisées et viticoles sillonnées de nombreux chemins pédestres permettant de relier les hameaux pittoresques de Latour, de Lalaurie ou de Lalande.

### Communes limitrophes
Bélaye est limitrophe de huit autres communes.
Les communes limitrophes sont  Albas, Anglars-Juillac, Carnac-Rouffiac, Grézels, Lagardelle, Porte-du-Quercy et Prayssac.
| Lagardelle | Prayssac | Anglars-Juillac |
| Grézels    | Bélaye   | Albas           |
| Le Boulvé  | Fargues  | Carnac-Rouffiac |

### Hydrographie
La commune est arrosée par le Lot et ses affluents la Lissourgues et le Ruisseau de Saint-Matré.

### Géologie et relief
La superficie de la commune est de 1 869 hectares ; son altitude varie de 80  à   274 mètres.

### Voies de communication et transports
Accès avec la RD 811 (ex RN 111) puis prendre la route départementale D 8.

### Climat
Pour des articles plus généraux, voir Climat de l'Occitanie et Climat du Lot.
En 2010, le climat de la commune est de type climat océanique altéré, selon une étude s'appuyant sur une série de données couvrant la période 1971-2000. En 2020, Météo-France publie une typologie des climats de la France métropolitaine dans laquelle la commune est exposée à un climat océanique altéré et est dans la région climatique Aquitaine, Gascogne, caractérisée par une pluviométrie abondante au printemps, modérée en automne, un faible ensoleillement au printemps, un été chaud (19,5 °C), des vents faibles, des brouillards fréquents en automne et en hiver et des orages fréquents en été (15 à 20 jours).
Pour la période 1971-2000, la température annuelle moyenne est de 12,4 °C, avec une amplitude thermique annuelle de 15,7 °C. Le cumul annuel moyen de précipitations est de 813 mm, avec 11 jours de précipitations en janvier et 6,4 jours en juillet. Pour la période 1991-2020, la température moyenne annuelle observée sur la station météorologique la plus proche, située sur la commune d'Anglars-Juillac à 3 km à vol d'oiseau, est de 13,5 °C et le cumul annuel moyen de précipitations est de 822,6 mm,. Pour l'avenir, les paramètres climatiques de la commune estimés pour 2050 selon différents scénarios d’émission de gaz à effet de serre sont consultables sur un site dédié publié par Météo-France en novembre 2022.

### Milieux naturels et biodiversité

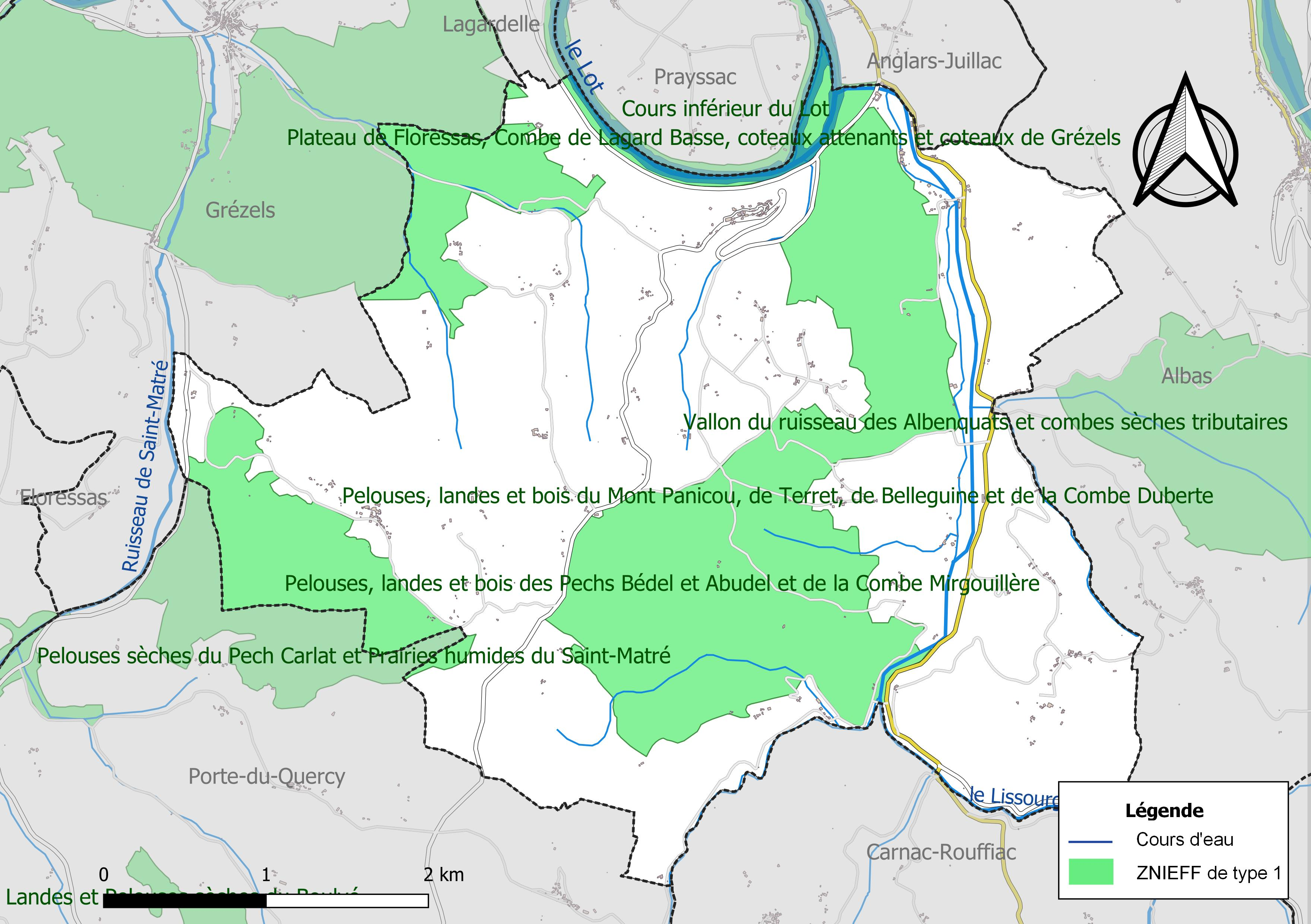
Carte des ZNIEFF de type 1 localisées sur la commune.

L’inventaire des zones naturelles d'intérêt écologique, faunistique et floristique (ZNIEFF) a pour objectif de réaliser une couverture des zones les plus intéressantes sur le plan écologique, essentiellement dans la perspective d’améliorer la connaissance du patrimoine naturel national et de fournir aux différents décideurs un outil d’aide à la prise en compte de l’environnement dans l’aménagement du territoire.
Quatre ZNIEFF de type 1 sont recensées sur la commune :
- le « cours inférieur du Lot » (1 209 ha), couvrant 25 communes dont 23 dans le Lot et deux dans le Lot-et-Garonne[11] ;
- les « pelouses, landes et bois des pechs Bédel et Abudel et de la combe Mirgouillère » (185 ha), couvrant 2 communes du département[12] ;
- les « pelouses, landes et bois du Mont Panicou, de Terret, de Belleguine et de la combe Duberte » (413 ha), couvrant 2 communes du département[13].
- le « plateau de Floressas, combe de Lagard Basse, coteaux attenants et coteaux de Grézels » (1 114 ha), couvrant 6 communes du département[14] ;

## Urbanisme

### Typologie
Au 1er janvier 2024, Bélaye est catégorisée commune rurale à habitat très dispersé, selon la nouvelle grille communale de densité à sept niveaux définie par l'Insee en 2022.
Elle est située hors unité urbaine et hors attraction des villes,.

### Occupation des sols
L'occupation des sols de la commune, telle qu'elle ressort de la base de données européenne d’occupation biophysique des sols Corine Land Cover (CLC), est marquée par l'importance des forêts et milieux semi-naturels (69,7 % en 2018), une proportion sensiblement équivalente à celle de 1990 (70,1 %). La répartition détaillée en 2018 est la suivante : forêts (61 %), zones agricoles hétérogènes (26,3 %), milieux à végétation arbustive et/ou herbacée (8,7 %), prairies (2,6 %), eaux continentales (1,1 %), cultures permanentes (0,3 %). L'évolution de l’occupation des sols de la commune et de ses infrastructures peut être observée sur les différentes représentations cartographiques du territoire : la carte de Cassini (XVIIIe siècle), la carte d'état-major (1820-1866) et les cartes ou photos aériennes de l'IGN pour la période actuelle (1950 à aujourd'hui).

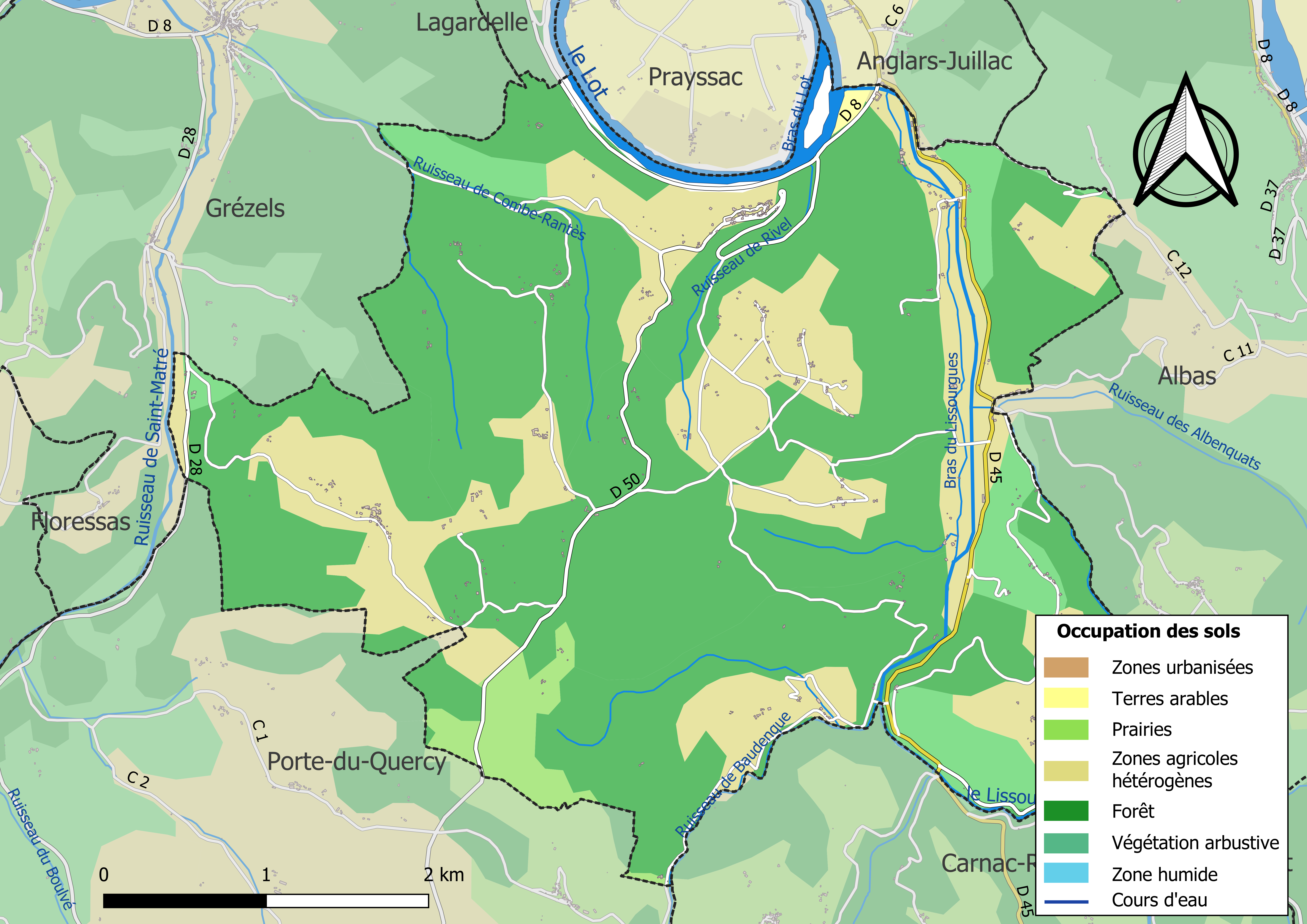
Carte des infrastructures et de l'occupation des sols de la commune en 2018 (CLC).

### Risques majeurs
Le territoire de la commune de Bélaye est vulnérable à différents aléas naturels : météorologiques (tempête, orage, neige, grand froid, canicule ou sécheresse), inondations, feux de forêts, mouvements de terrains et séisme (sismicité très faible). Il est également exposé à un risque technologique, la rupture d'un barrage. Un site publié par le BRGM permet d'évaluer simplement et rapidement les risques d'un bien localisé soit par son adresse soit par le numéro de sa parcelle.

#### Risques naturels
Certaines parties du territoire communal sont susceptibles d’être affectées par le risque d’inondation par débordement de cours d'eau, notamment le Lot, le Lissourgues et le ruisseau de Saint-Matré. La cartographie des zones inondables en ex-Midi-Pyrénées réalisée dans le cadre du XIe Contrat de plan État-région, visant à informer les citoyens et les décideurs sur le risque d’inondation, est accessible sur le site de la DREAL Occitanie. La commune a été reconnue en état de catastrophe naturelle au titre des dommages causés par les inondations et coulées de boue survenues en 1982 et 1999,.
Bélaye est exposée au risque de feu de forêt. Un plan départemental de protection des forêts contre les incendies a été approuvé par arrêté préfectoral le 30 novembre 2015 pour la période 2015-2025. Les propriétaires doivent ainsi couper les broussailles, les arbustes et les branches basses sur une profondeur de 50 mètres, aux abords des constructions, chantiers, travaux et installations de toute nature, situées à moins de 200 mètres de terrains en nature, de bois, forêts, plantations, reboisements, landes ou friches. Le brûlage des déchets issus de l’entretien des parcs et jardins des ménages et des collectivités est interdit. L'écobuage est également interdit, ainsi que les feux de type méchouis et barbecues, à l'exception de ceux prévus dans des installations fixes (non situées sous couvert d'arbres) constituant une dépendance d'habitation.

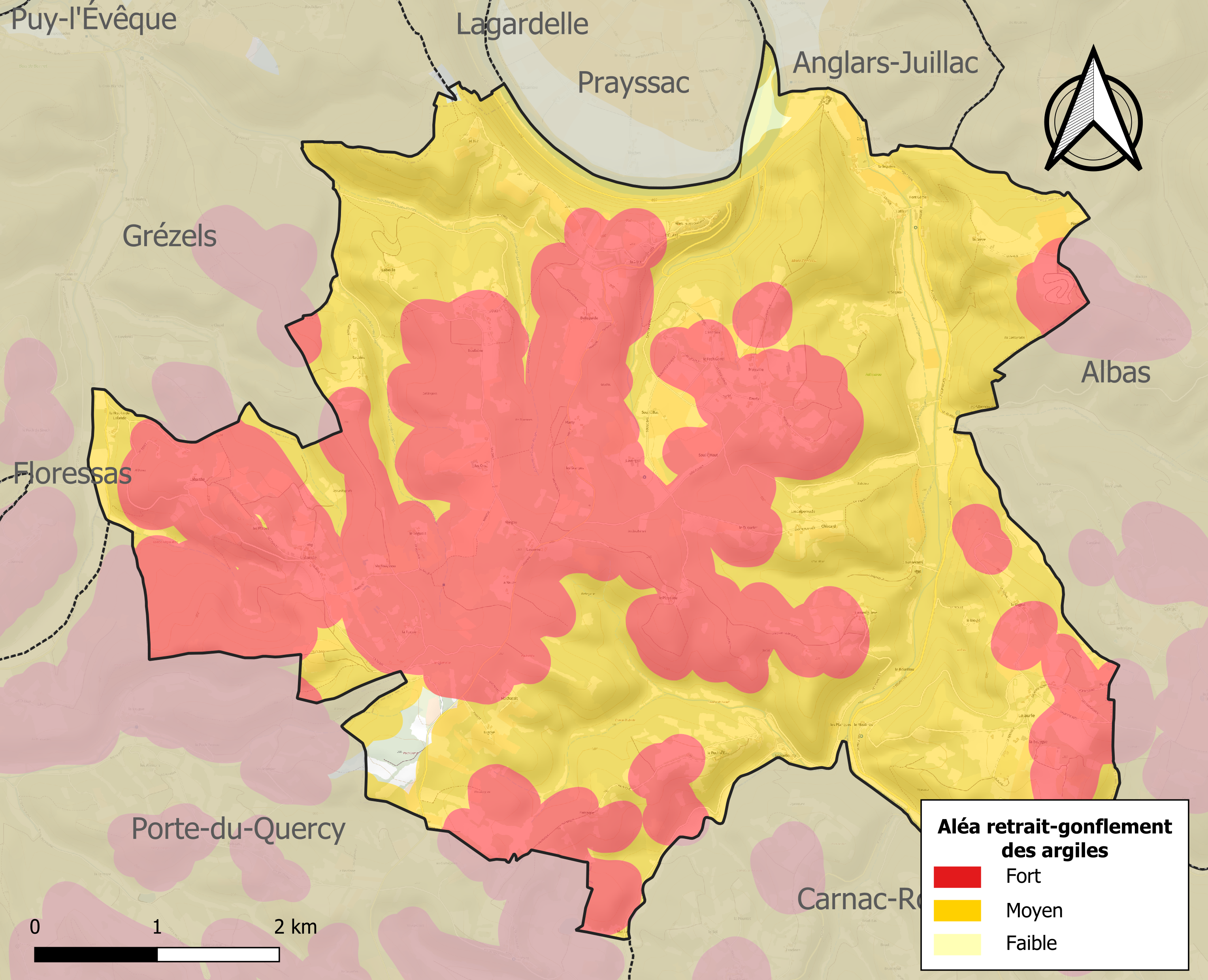
Carte des zones d'aléa retrait-gonflement des sols argileux de Bélaye.

Les mouvements de terrains susceptibles de se produire sur la commune sont des affaissements et effondrements liés aux cavités souterraines (hors mines), des éboulements, chutes de pierres et de blocs, des glissements de terrain et des tassements différentiels. Par ailleurs, afin de mieux appréhender le risque d’affaissement de terrain, l'inventaire national des cavités souterraines permet de localiser celles situées sur la commune.
Le retrait-gonflement des sols argileux est susceptible d'engendrer des dommages importants aux bâtiments en cas d'alternance de périodes de sécheresse et de pluie. 98,9 % de la superficie communale est en aléa moyen ou fort (67,7 % au niveau départemental et 48,5 % au niveau national). Sur les 214 bâtiments dénombrés sur la commune en 2019, 214 sont en aléa moyen ou fort, soit 100 %, à comparer aux 72 % au niveau départemental et 54 % au niveau national. Une cartographie de l'exposition du territoire national au retrait gonflement des sols argileux est disponible sur le site du BRGM,.
Par ailleurs, afin de mieux appréhender le risque d’affaissement de terrain, l'inventaire national des cavités souterraines permet de localiser celles situées sur la commune.
Concernant les mouvements de terrains, la commune a été reconnue en état de catastrophe naturelle au titre des dommages causés par la sécheresse en 2017 et par des mouvements de terrain en 1999.

#### Risques technologiques
La commune est en outre située en aval des barrages de Grandval et de Sarrans, des ouvrages de classe A disposant d'une retenue de respectivement 270,6 millions et 296 millions de mètres cubes,.

## Toponymie
Le toponyme Belaye écrit Belaic ou Bellaic au XIIe siècle provient de Bèl et de lancien occitan aitz, ais, aizer qui désigne le lieu où l'on habite, la demeure.

## Histoire
Bélaye, village médiéval
Dès le XIIIe siècle, Bélaye apparaît comme l’une des principales cités du Quercy. Vingt paroisses des environs dépendaient de l’archiprêtré de Bélaye. Place stratégique, la ville fut le théâtre de nombreux combats entre Anglais et Français durant la Guerre de Cent Ans (XIVe siècle).
Châteaux et églises furent saccagés et pillés au XVIe siècle, au cours de l’occupation de la ville par les protestants lors des Guerres de Religion.
Depuis la Révolution française, Bélaye, d’abord chef-lieu de canton, a connu un lent déclin, accentué à la fin du XIXe siècle par la crise du phylloxera, puis au début du XXe siècle par la terrible saignée que fut la Première Guerre mondiale.
La Légende de Bélaye :
Vers 1340, Bélaye se trouva assiégée par trois seigneurs de notre contrée favorables au parti du roi d’Angleterre Edouard III, qui venait de se proclamer roi de France : Raymond de Durfort, seigneur de Fenouillet et de Lacapelle, Bernard Bonafous, baron de Pestillac et Philippe Dejean, seigneur des Junies. La ville résista vaillamment à leurs assauts, à l’abri de ses fortifications. La légende veut que ce fut la trahison d’un de ses habitants qui permit aux « Anglais » de conquérir la place-forte : un marchand ambulant, Catinas, indiqua à l’ennemi une porte mal gardée et Bélaye tomba par surprise. En 1348, après de longues négociations avec l’évêque de Cahors, seigneur de la ville, Durfort consentit à restituer Bélaye contre 3 000 écus d’or.
Une fois délivrés de leurs occupants, les Bélaycois se vengèrent du traître Catinas : ils l’enfermèrent dans un tonneau hérissé de piques et le précipitèrent du haut de la Cévenne…

## Politique et administration

### Administration municipale
Le nombre d'habitants au recensement de 2011 étant compris entre 100 et 499, le nombre de membres du conseil municipal pour l'élection de 2014 est de onze,.

### Rattachements administratifs et électoraux
Commune faisant partie de l'arrondissement de Cahors de la communauté de communes de la Vallée du Lot et du Vignoble et du canton de Puy-l'Évêque.

## Population et société

### Démographie
L'évolution du nombre d'habitants est connue à travers les recensements de la population effectués dans la commune depuis 1793. Pour les communes de moins de 10 000 habitants, une enquête de recensement portant sur toute la population est réalisée tous les cinq ans, les populations de référence des années intermédiaires étant quant à elles estimées par interpolation ou extrapolation. Pour la commune, le premier recensement exhaustif entrant dans le cadre du nouveau dispositif a été réalisé en 2004.

En 2022, la commune comptait 204 habitants, en évolution de −11,3 % par rapport à 2016 (Lot : +1,31 %, France hors Mayotte : +2,11 %).
| 1793  | 1800  | 1806  | 1821  | 1831  | 1836  | 1841  | 1846  | 1851 |
| ----- | ----- | ----- | ----- | ----- | ----- | ----- | ----- | ---- |
| 1 099 | 1 157 | 1 118 | 1 098 | 1 153 | 1 193 | 1 115 | 1 110 | 690  |

| 1856 | 1861 | 1866 | 1872 | 1876 | 1881 | 1886 | 1891 | 1896 |
| ---- | ---- | ---- | ---- | ---- | ---- | ---- | ---- | ---- |
| 873  | 855  | 806  | 809  | 807  | 777  | 704  | 584  | 552  |

| 1901 | 1906 | 1911 | 1921 | 1926 | 1931 | 1936 | 1946 | 1954 |
| ---- | ---- | ---- | ---- | ---- | ---- | ---- | ---- | ---- |
| 528  | 510  | 487  | 419  | 406  | 356  | 329  | 280  | 242  |

| 1962 | 1968 | 1975 | 1982 | 1990 | 1999 | 2004 | 2006 | 2009 |
| ---- | ---- | ---- | ---- | ---- | ---- | ---- | ---- | ---- |
| 259  | 255  | 228  | 204  | 220  | 223  | 221  | 221  | 216  |

| 2014 | 2019 | 2022 | - | - | - | - | - | - |
| ---- | ---- | ---- | - | - | - | - | - | - |
| 231  | 209  | 204  | - | - | - | - | - | - |

| selon la population municipale des années : | 1968 | 1975 | 1982 | 1990 | 1999 | 2006 | 2009 | 2013 |
| Rang de la commune dans le département      | 156  | 245  | 207  | 180  | 179  | 191  | 203  | 190  |
| Nombre de communes du département           | 340  | 340  | 340  | 340  | 340  | 340  | 340  | 340  |

### Enseignement
Bélaye fait partie de l'académie de Toulouse.

### Culture et festivités
De nombreuses associations assurent à Bélaye une animation culturelle et festive de qualité tout au long de l’année. En particulier les Rencontres de violoncelle de Bélaye, qui en sont à leur 25e année en 2013.

### Activités sportives
Chasse, pétanque, randonnée pédestre,

### Écologie et recyclage
La collecte et le traitement des déchets des ménages et des déchets assimilés ainsi que la protection et la mise en valeur de l'environnement se font dans le cadre du SYDED.

## Économie

### Revenus
En 2018, la commune compte 108 ménages fiscaux, regroupant 202 personnes. La médiane du revenu disponible par unité de consommation est de 20 970 € (20 740 € dans le département).

### Emploi
|                | 2008  | 2013   | 2018   |
| -------------- | ----- | ------ | ------ |
| Commune        | 9,4 % | 13,3 % | 17,9 % |
| Département    | 7,3 % | 8,9 %  | 9,6 %  |
| France entière | 8,3 % | 10 %   | 10 %   |

En 2018, la population âgée de 15 à 64 ans s'élève à 110 personnes, parmi lesquelles on compte 73,6 % d'actifs (55,7 % ayant un emploi et 17,9 % de chômeurs) et 26,4 % d'inactifs,. Depuis 2008, le taux de chômage communal (au sens du recensement) des 15-64 ans est supérieur à celui de la France et du département.
La commune est hors attraction des villes,. Elle compte 31 emplois en 2018, contre 29 en 2013 et 36 en 2008. Le nombre d'actifs ayant un emploi résidant dans la commune est de 71, soit un indicateur de concentration d'emploi de 43,7 % et un taux d'activité parmi les 15 ans ou plus de 44,4 %.
Sur ces 71 actifs de 15 ans ou plus ayant un emploi, 23 travaillent dans la commune, soit 32 % des habitants. Pour se rendre au travail, 80,9 % des habitants utilisent un véhicule personnel ou de fonction à quatre roues, 1,5 % les transports en commun, 4,4 % s'y rendent en deux-roues, à vélo ou à pied et 13,2 % n'ont pas besoin de transport (travail au domicile).

### Activités hors agriculture
25 établissements sont implantés  à Bélaye au 31 décembre 2019.
Le secteur des activités spécialisées, scientifiques et techniques et des activités de services administratifs et de soutien est prépondérant sur la commune puisqu'il représente 28 % du nombre total d'établissements de la commune (7 sur les 25 entreprises implantées  à Bélaye), contre 13,5 % au niveau départemental.

### Agriculture
|               | 1988 | 2000 | 2010 | 2020 |
| ------------- | ---- | ---- | ---- | ---- |
| Exploitations | 31   | 16   | 14   | 7    |
| SAU (ha)      | 388  | 297  | 265  | 184  |

La commune est dans les Causses », une petite région agricole occupant une grande partie centrale du département du Lot. En 2020, l'orientation technico-économique de l'agriculture  sur la commune est la polyculture et/ou le polyélevage. Sept exploitations agricoles ayant leur siège dans la commune sont dénombrées lors du recensement agricole de 2020 (31 en 1988). La superficie agricole utilisée est de 184 ha,,.

## Culture locale et patrimoine

### Lieux et monuments

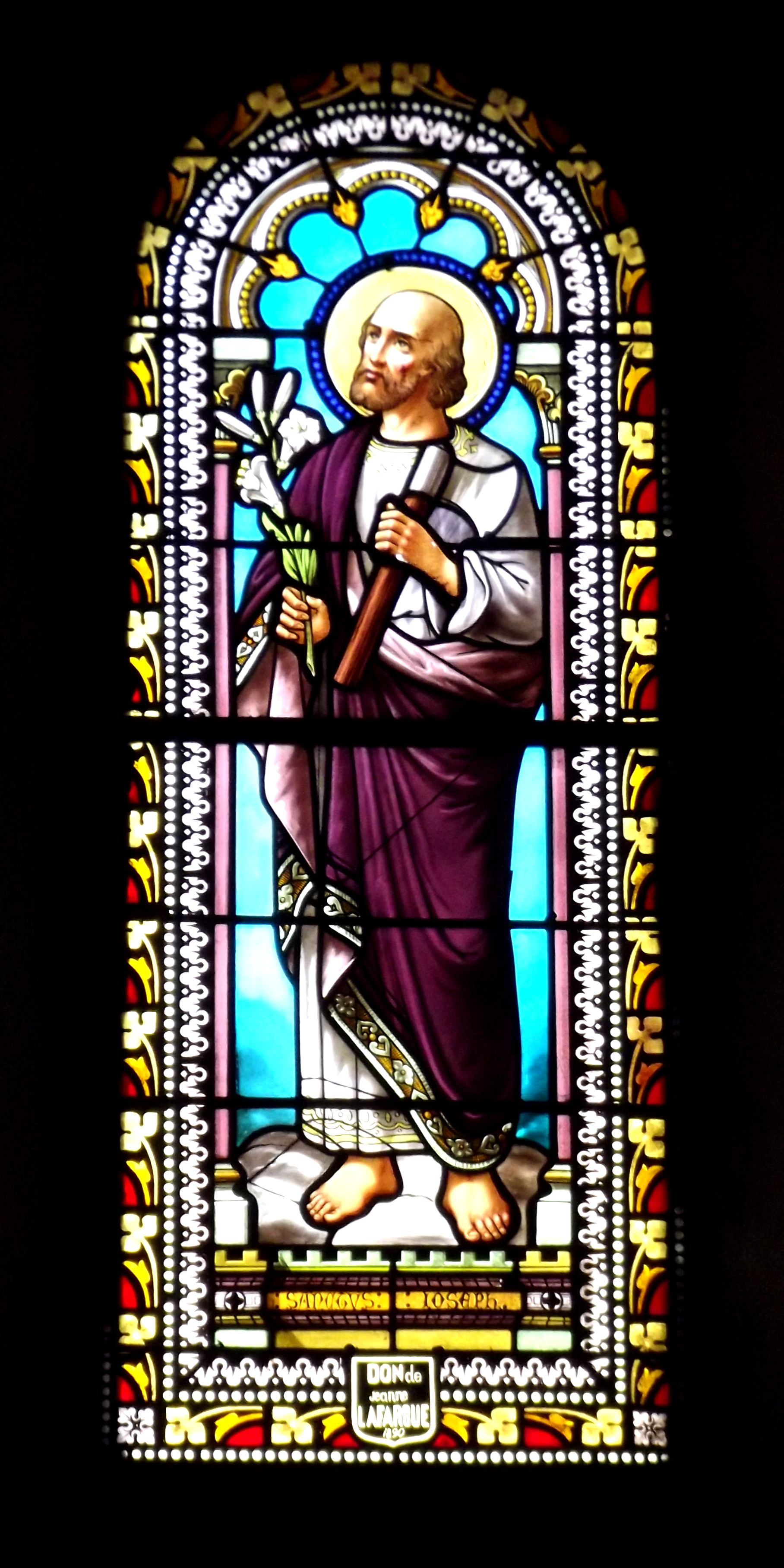
Vitrail. Saint Joseph.
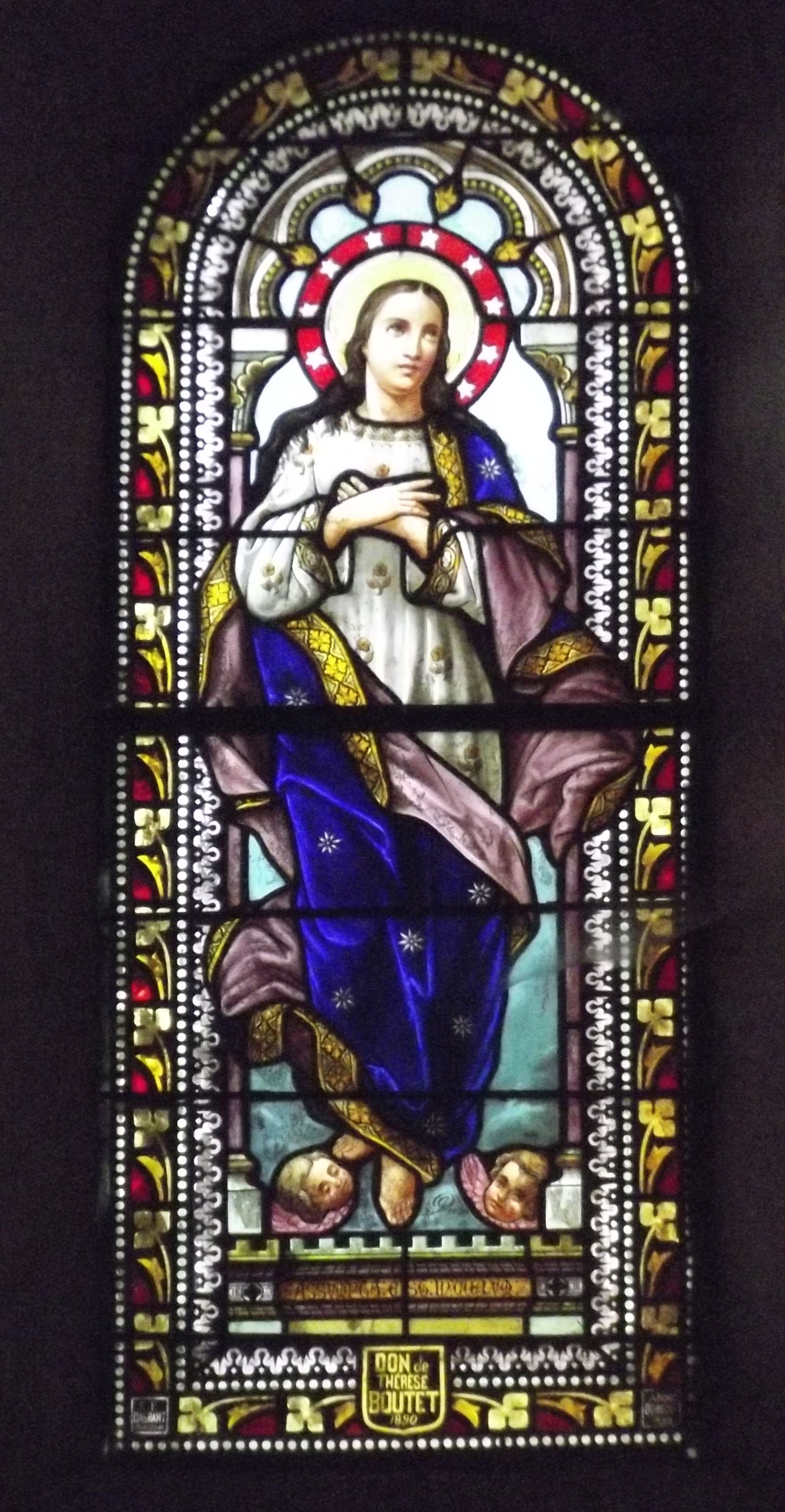
Vitrail. L'Assomption de Marie.
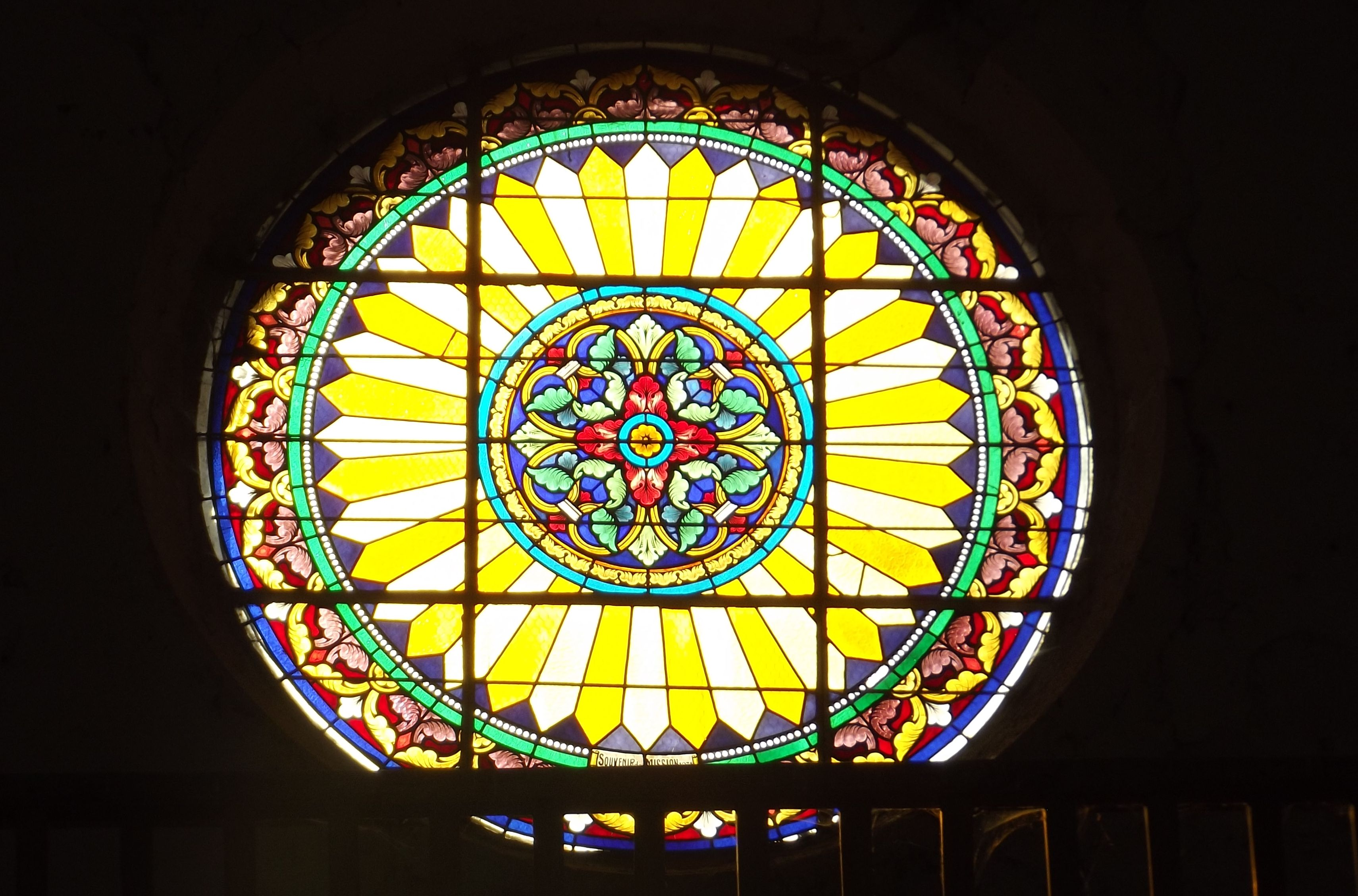
Rosace.

#### Dans le bourg de Bélaye
- Les vestiges du château de l'évêque (mur avec meurtrières), XIIIe siècle (inscrit au titre des monuments historiques).
- L'ancienne maison Boutet (donjon médiéval).
- La maison Raynaly (XIIIe siècle) : fenêtres à colonnettes avec figurines.
- Les ruines du château du co-seigneur (XIIIe siècle). Il se dressait à l'extrémité Est du castrum, d'où il dominait tous les lieux environnants.
- L'ancien presbytère : fenêtres à meneaux.
- L'église Saint-Aignan ou Église Grande, Église Neuve, Église de l'Hôpital (XIVe siècle), de style gothique.

Restaurations au XVIIIe siècle (modification de la porte dentrée, exhaussement du pavé dans un style néo-roman). À l'intérieur, dans le chœur, le retable en noyer a été placé en 1858. Il s’agit d'un retable baroque, ramené d'Espagne par le maréchal Bessières, duc d'Istrie, qui le destinait à l'origine pour l'église de Prayssac. Celle-ci étant trop petite pour le recevoir, il fut finalement installé dans l'église de Bélaye (l'église, le retable ainsi que différents objets mobiliers sont inscrits au titre des monuments historiques). L'édifice est inscrit au titre des monuments historiques depuis le 7 juin 1995.
- Église Notre-Dame-de-l'Assomption de Latour.

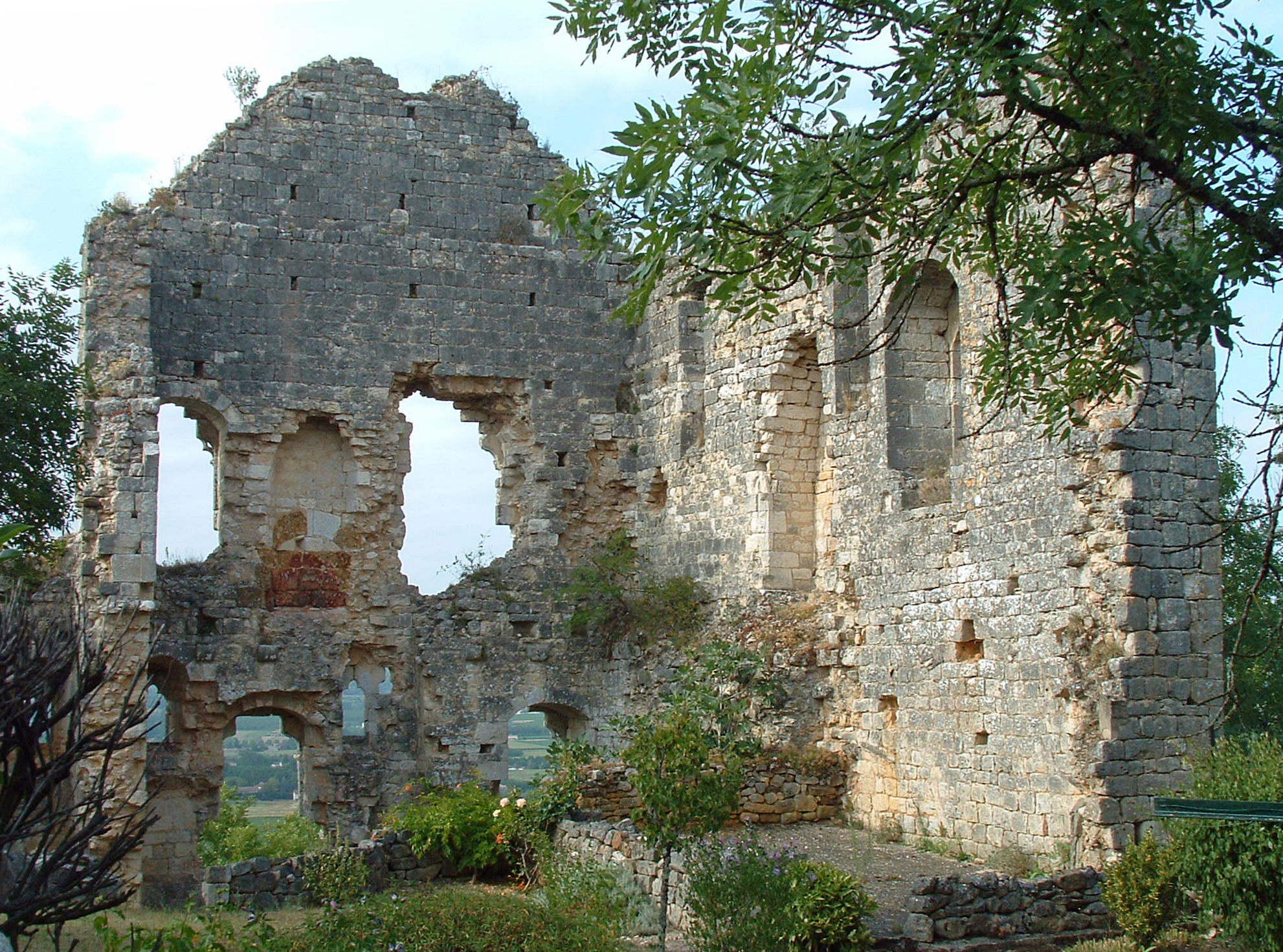
Ruine du château du coseigneur.
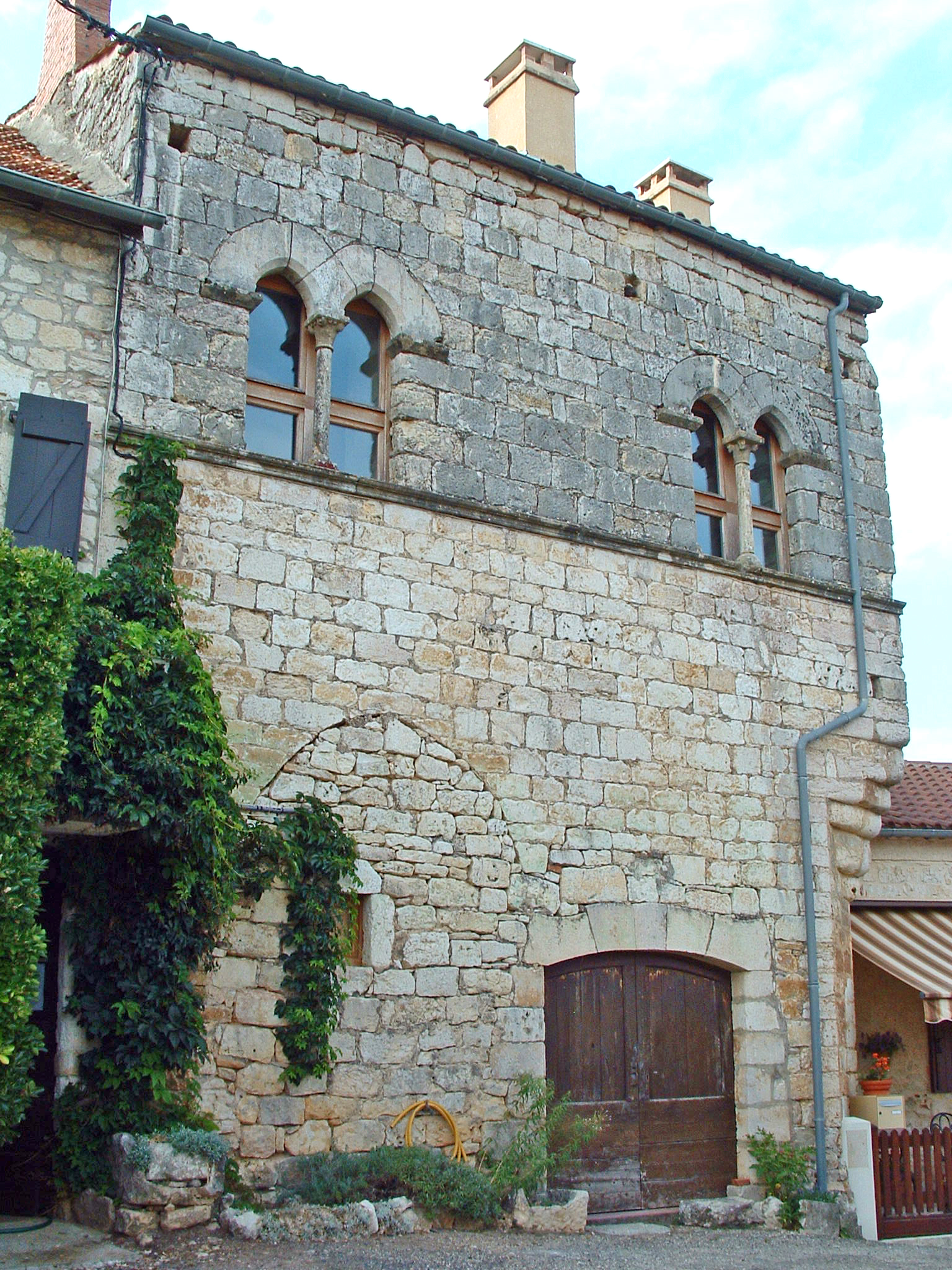
Maison de chevalier.
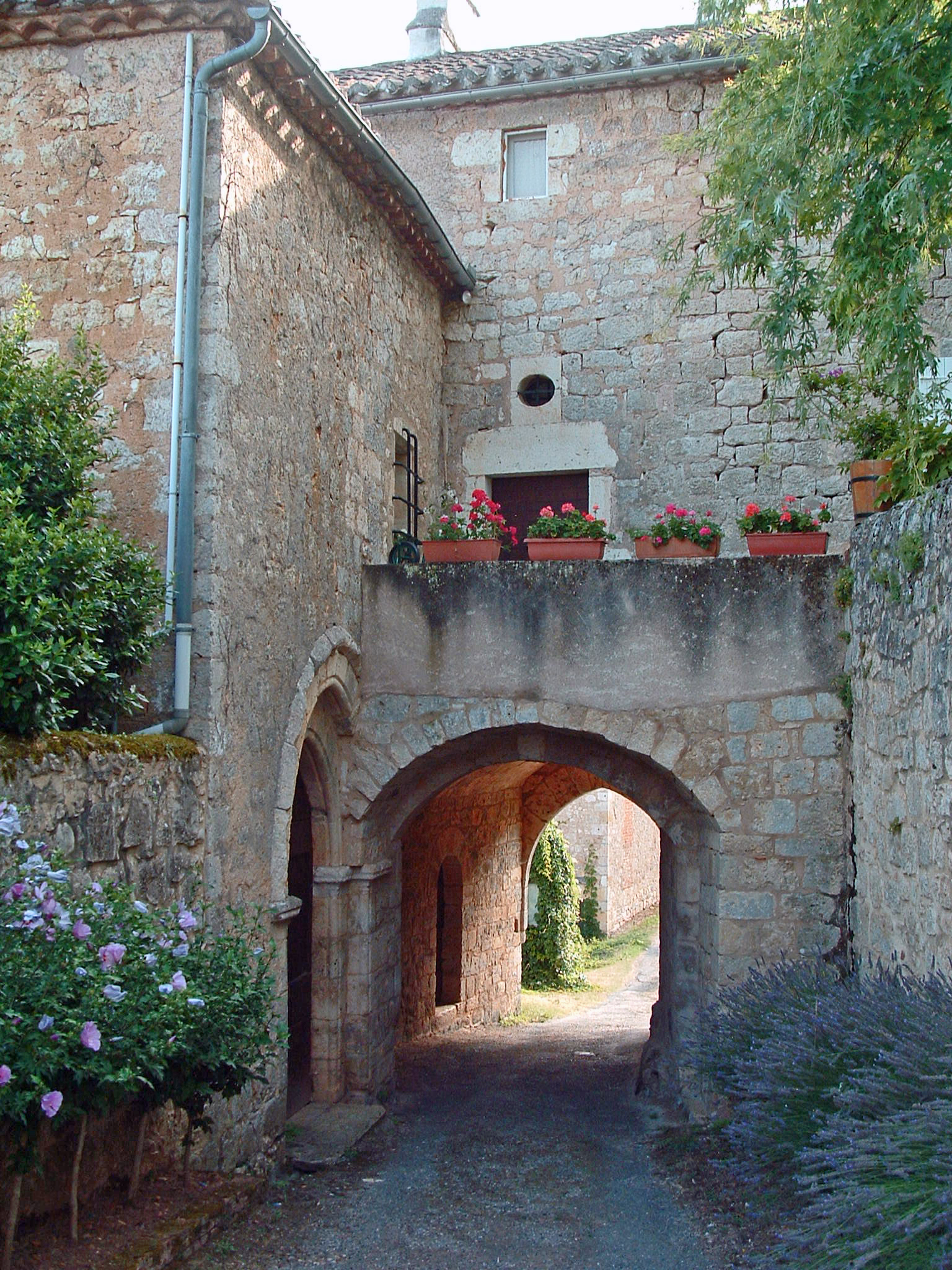
Ancienne entrée du castrum et le portail de l'ancienne église Sainte-Catherine.

#### En dehors du bourg
- Le repaire de Bellegarde, attesté dès le XVIe siècle.
- Le château de Lalande : attesté depuis le XIVe siècle.
- Le château de Floiras (Floyras) : à l'entrée de la vallée de Latour se trouvent les ruines du château de Floiras. Il daterait de la fin du XVIe siècle mais fut fortement remanié au XIXe siècle.
- Le château de Cousserans, XVe siècle[45]. Cousserans est cité dans un acte de 1284 sans qu'il apparaisse un château. La terre est alors aux Grézels, chevaliers habitants à Bélaye. En 1472, Pons del Bosc, chanoine de la cathédrale de Cahors, achète les terres avec sa tour ruinée au seigneur de Hautcastel. La vente devint définitive sept ans plus tard. Le nouveau propriétaire a construit le château entre ces deux dates.

## Pour approfondir